# Операция «Страж процветания»
Операция «Страж процветания» (англ. Operation Prosperity Guardian) — военная операция, объявленная 18 декабря 2023 года министром обороны США Ллойдом Остином и проводимая коалицией во главе с США в Красном море и Аденском заливе с целью защиты и разблокирования международного судоходства.
Изначально в состав коалиции вошли США, Великобритания, Канада, Франция, Италия, Нидерланды, Норвегия, Испания, Бахрейн и Сейшельские Острова. Позже к ней присоединились Греция, Австралия и Шри-Ланка. По данным Пентагона, 20 стран согласились участвовать в операции по обеспечению свободы судоходства.

## Предыстория
19 ноября 2023 года хуситы Йемена пообещали атаковать коммерческие суда, которые, по их мнению, направляются в Израиль и обратно. Регулярные нападения и захваты судов привели к отказу от использования судоходными компаниями маршрута через Красное море и к росту премий на страховку морских грузов. О планах проведения операции СМИ узнали за несколько дней до её объявления.

## Силы сторон
ВМС США представлены в коалиции группировкой боевых кораблей, в которую входят авианосец USS Dwight Eisenhower (48 истребителей-бомбардировщиков F/A-18), ракетный крейсер USS Philippine Sea, эсминцы USS Gravely, USS Stethem, USS Carney, USS Mason и USS Laboon. Великобритания направила в Красное море эсминец HMS Diamond.
Греция направляет в состав коалиционных сил свой фрегат — либо Hydra, либо однотипный Psara.
29 декабря Дания объявила, что отправляет в Красное море свой фрегат Esbern Snare, который войдёт в состав сил коалиции.
Канада, Норвегия и Нидерланды не планируют посылать в Красное море боевые корабли и ограничатся тем, что направят группы штабных офицеров.
Австралия отправит в штаб-квартиру операции 11 военнослужащих.
Участие Сейшел ограничится обменом информацией.
10 января 2024 года министерство обороны Сингапура объявило, что Сингапур примет участие в операции под руководством США по восстановлению свободного судоходства в Красном море. В заявлении министерства говорится, что Вооружённые силы Сингапура направят личный состав для участия в операции.
8 марта 2024 года Финляндия объявила, что страна направит до двух солдат для поддержки операции «Страж процветания», в дополнение к поддержке операции «Aspides» под руководством Европейского союза.

## Ход событий

### 2023

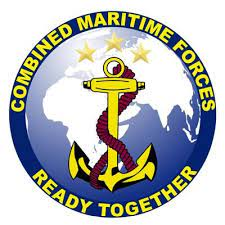
Эмблема Объединённых морских сил

18 декабря 2023 года министр обороны США объявил о формировании международных сил безопасности на море в рамках операции, цель которой — противодействие угрозам со стороны поддерживаемых Ираном сил хуситов международной морской торговле после нескольких недель нападений на коммерческие суда и объявил о начале операции «Страж процветания» под эгидой Объединённых морских сил и во главе с командованием её Оперативной группы 153, которая занимается обеспечением безопасности в Красном море.
В период с 18 декабря по 26 декабря 2023 года хуситы атаковали дронами и баллистическими ракетами ещё пять кораблей в Красном море. Международные силы безопасности ни в один из этих инцидентов не вмешивались.
31 декабря 2023 года военные вертолёты США в Красном море потопили три катера хуситов, которые атаковали контейнеровоз компании Maersk Line.

### 2024
3 января 2024 года США и их союзники предъявили хуситам окончательный ультиматум с требованием прекратить их деятельность, подрывающую свободу судоходства.
В ночь с 9 на 10 января 2024 года британский эскадренный миноносец HMS Diamond вместе с американскими кораблями отразили крупнейшую атаку хуситов в Красном море.
11 января 2024 года Совет Безопасности ООН принял резолюцию, осуждающую агрессию хуситов в Красном море. За неё проголосовали 11 членов Совета Безопасности, голосовавших против не было, четыре члена воздержались (Алжир, Китай, Мозамбик и Россия).
12 января 2024 года США и Великобритания нанесли удары по объектам хуситов в Йемене после того, как группировка проигнорировала ультиматум о прекращении атак на корабли.

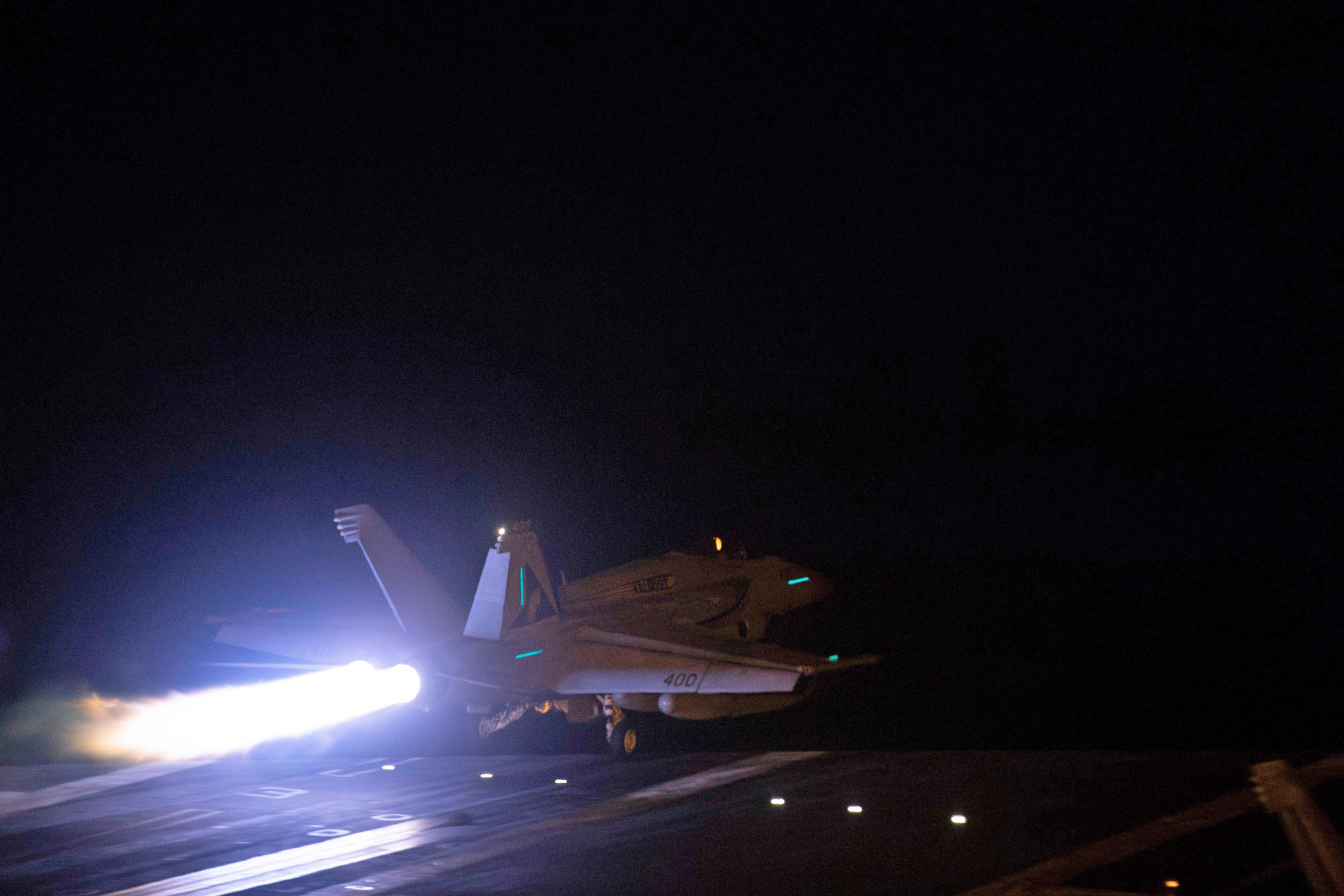
Самолёт ВМС США F/A-18 взлетает с авианосца для нанесения ударов по объектам в Йемене.

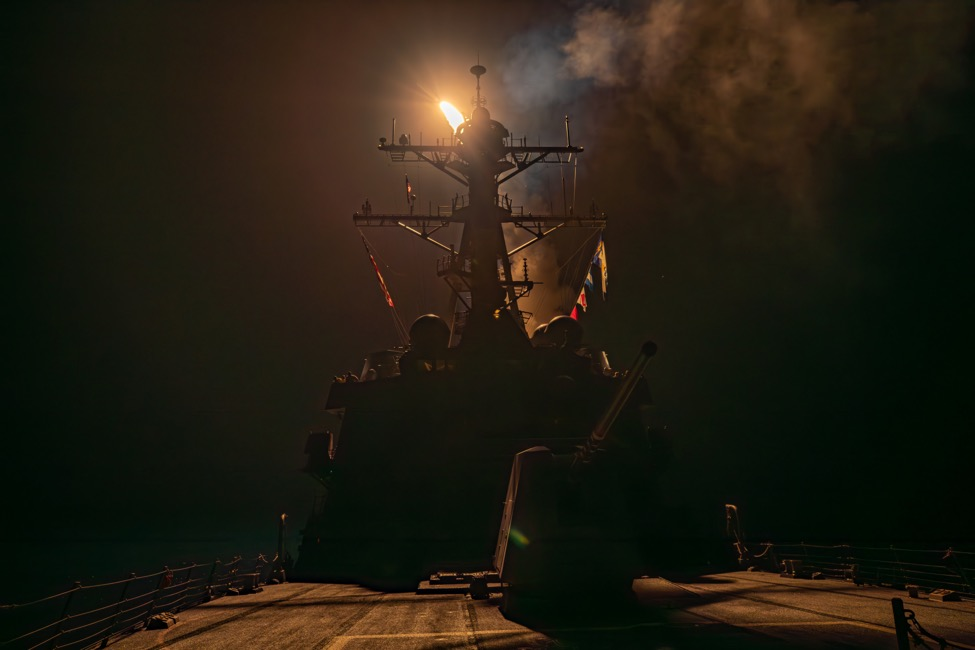
Запуск ракет «Томагавк» с американского эсминца.

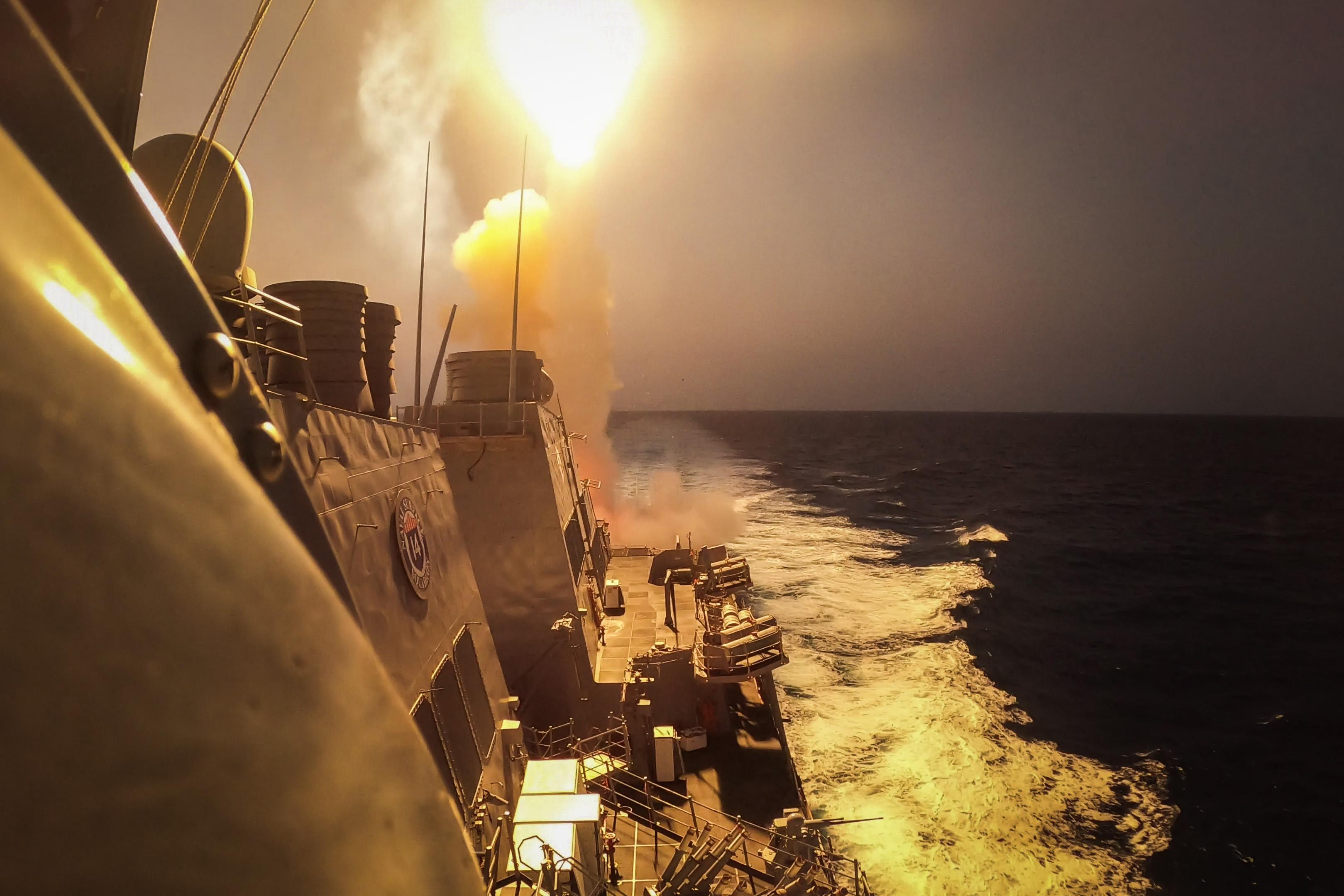
Эсминец USS Carney сбивает ракеты хуситов.

13 января были нанесены новые удары по объектам хуситов в Йемене.
15 января балкер Eagle Gibraltar, принадлежащий компании Eagle Bulk, получил попадание ракетой в левый борт. На момент атаки судно находилось в 177 километрах от Адена. Ответственность за инцидент хуситы не взяли.
16 января йеменские хуситы нанесли ракетный удар по грузовому судну Zografia, шедшему под флагом Мальты в южной части Красного моря, сообщило Центральное командование вооружённых сил США (CENTCOM). Судно получило повреждения, но остаётся на плаву и продолжает движение по Красному морю, отмечается в сообщении. Командование также сообщило, что после нападения 15 января на контейнеровоз Gibraltar Eagle под флагом Маршалловых Островов американские военные уничтожили четыре установки противокорабельных баллистических ракет хуситов. Уточняется, что эти ракеты были подготовлены к запуску и представляли непосредственную угрозу как торговым судам, так и кораблям ВМС США в регионе.
22 января Пентагон опроверг информацию о ракетном ударе по грузовому судну Ocean Jazz ВМС США в Аденском заливе, ранее хуситы заявили, что нанесли удар по судну военно-морского флота США.
26 января йеменские хуситы атаковали нефтяной танкер Marlin Luanda нефтетрейдера Trafigura, который перевозил российские нефтепродукты. В результате атаки произошло возгорание в одном из грузовых танков. В Trafigura уточнили, что сообщений о пострадавших не поступало. По данным Marine Traffic, судно шло под флагом Маршалловых Островов и должно было прибыть в Сингапур 8 февраля.
28 января силы США захватили современное оружие и другую летальную помощь из Ирана, которые направлялись в удерживаемые хуситами районы Йемена на судне в Аравийском море.
18 февраля йеменские хуситы нанесли удар баллистической ракетой по сухогрузу Rubymar, следовавшего под флагом Белиза из Объединённых Арабских Эмиратов в Болгарию. Агентство Associated Press заявило, что из-за атаки британское судно оказалось под угрозой затопления, поэтому экипаж был вынужден покинуть его . 3 марта США подтвердили затопление судна. Хуситы пообещали продолжать топить британские корабли.
5 марта министр телекоммуникаций хуситов Мисфер Аль-Нумайр заявил, что суда должны будут получать разрешение от Управления по морским делам Йемена, контролируемого хуситами, прежде чем войти в воды Йемена.
9 марта после атаки хуситов на сухогруз Propel Fortune, военнослужащие армии США, Великобритании и Франции предприняли серию действий, направленных на ликвидацию БПЛА хуситов. В общей сумме было уничтожено 15 аппаратов.
17 июня йеменское движение «Ансар Аллах» заявило об очередной атаке в Красном и Аравийском морях. Представитель хуситов Яхья Сариа сообщил, что удары были нанесены в сторону эсминца военно-морских сил США, а также по двум коммерческим судам.
20 июля ВВС Израиля нанесли массированный авиаудар по нефтяным объектам в городе Ходейда на западе Йемена. В налёте принимали участие не менее 12 самолётов.

### 2025
15 марта 2025 года президент США Дональд Трамп приказал вооружённым силам страны начать «решительные и мощные военные действия» против хуситов. Истребители с авианосца ВМС США Гарри С. Трумэн, ВВС США, а также беспилотники начали волну морских и авиаударов по десяткам целей хуситов в Йемене, включая радарные системы, средства ПВО, а также ракеты и беспилотники, что было описано официальными лицами США как начало нового наступления против группировки, которое может продлиться несколько дней. 
По данным министерства здравоохранения, находящегося под контролем хуситов, по меньшей мере 31 человек был убит и 101 человек ранен, большинство из них — женщины и дети. В апреле и мае был атакован порт Рас-Иса, в результате ударов ранения получили 3 российских моряка.
6 мая 2025 года Трамп неожиданно заявил о капитуляции хуситов и прекращении американских бомбардировок соответственно. Между тем, ВВС Израиля уничтожили аэропорт и электространции террористов в ответ на неоднократные обстрелы территории Израиля.

## Последствия

### Экология
На британском сухогрузе Rubymar, 18 февраля атакованном повстанцами-хуситами (впоследствии затонул), находилось 21 тыс. тонн удобрений, в химический состав которых входит фосфат и сульфат аммония. По мнению Центрального командования ВС США, удобрения на затонувшем судне представляют экологическую угрозу.

### Телекоммуникации
24 февраля были перебиты четыре из полутора десятков подводных телекоммуникационных кабелей, соединяющих Европу, Азию и Африку (Asia-Africa-Europe 1 (AAE-1), Europe India Gateway, SEACOM и TGN, на которые, по оценке HGC, приходится 25 % трафика в регионе), заявила базирующаяся в Гонконге компания HGC Global Communications Limited.

## Реакция
Хуситы заявили: «У нас есть возможность потопить ваш флот, ваши подводные лодки, ваши военные корабли», добавив, что «Красное море станет вашим кладбищем». В публичном заявлении главнокомандующий Корпусом стражей исламской революции (КСИР) Хоссейн Салами заверил иранскую общественность, что коалиции нечего бояться.
Хотя Соединённые Штаты Америки и назвали Францию частью коалиции, министерство обороны Франции заявило, что его военные корабли, в том числе фрегат «Лангедок», останутся под французским командованием.  Министерство обороны Италии, которое направило фрегат «Вирджинио Фазан» в Красное море, также заявило, что этот военный корабль не входит в состав «Стражей процветания».  Министерство обороны Испании заявило, что будет участвовать только в операциях под координацией НАТО или ЕС. 
24 декабря 2023 года компания Maersk Line объявила, что в связи с началом операции «Страж процветания» она возобновит использование Суэцкого канала. 2 января 2024 года Maersk и Hapag-Lloyd объявили, что до дальнейшего уведомления этот маршрут снова будет использоваться с осторожностью.
3 января 2024 года президент Шри-Ланки Ранил Викремесингхе заявил, что Шри-Ланка направит военный корабль в Красное море, а ВМС Шри-Ланки сообщили, что готовы направить одно из своих пяти усовершенствованных морских патрульных судов в рамках операции «Страж процветания».
13 января 2024 года пропалестинские протестующие в центре Лондона выразили поддержку движению хуситов, скандируя лозунги через несколько часов после того, как Королевские военно-воздушные силы Великобритании и США нанесли ракетный и авиационный удар по наземным целям в Йемене. Некоторые демонстранты кричали: «Йемен, Йемен, мы гордимся тобой, разверни ещё один корабль» — и держали плакаты с надписями «Руки прочь от Йемена», «Спасибо, Йемен» и «Великобритания + США хотят войны. Йемен поддерживает Палестину». «Газа хочет жить».
В ответ на «американо-британскую агрессию против нашей страны», как заявил представитель хуситов в январе 2024 года, хуситы начали атаковать торговые суда в Красном море. Центральное командование США заявило, что атаки хуситов «не имеют ничего общего с конфликтом в Газе» и что хуситы «без разбора стреляли по Красному морю», нанося удары по судам, принадлежащим более чем 40 странам.
В марте 2024 года, в преддверии 9-й годовщины интервенции Саудовской Аравии в гражданскую войну в Йемене, Мохаммед аль-Хути предупредил Саудовскую Аравию, что возобновит нападения на страну, если она позволит возглавляемой США коалиции использовать свою территорию или воздушное пространство «в ходе агрессии против Йемена». Аль-Хути также назвал удары США и Великобритании по Йемену «высокомерными» и «неоправданными действиями», заявив, что хуситы не будут молчать и ответят тем же.
7 августа 2024 года глава военно-морских сил США на Ближнем Востоке вице-адмирал Джордж Викофф заявил, что подходы США и Великобритании к борьбе с хуситами в ходе кризиса в Красном море не смогли убедить хуситов и остановить нападения на суда в регионе. Он утверждал, что удары и оборонительные меры мало повлияли на поведение хуситов. 